# Beck's
Pour les articles homonymes, voir Beck et Becks.
 (mars 2021).
Si vous disposez d'ouvrages ou d'articles de référence ou si vous connaissez des sites web de qualité traitant du thème abordé ici, merci de compléter l'article en donnant les références utiles à sa vérifiabilité et en les liant à la section « Notes et références ».
Beck's est une brasserie et une marque de bière allemande produite à Brême, distribuée dans de nombreux pays à travers le monde. Le symbole de la brasserie Beck's est une clef, venant de l'emblème de la ville, qui est elle-même une clef.
La brasserie appartient depuis 2002 au groupe  AB InBev.

## Galerie

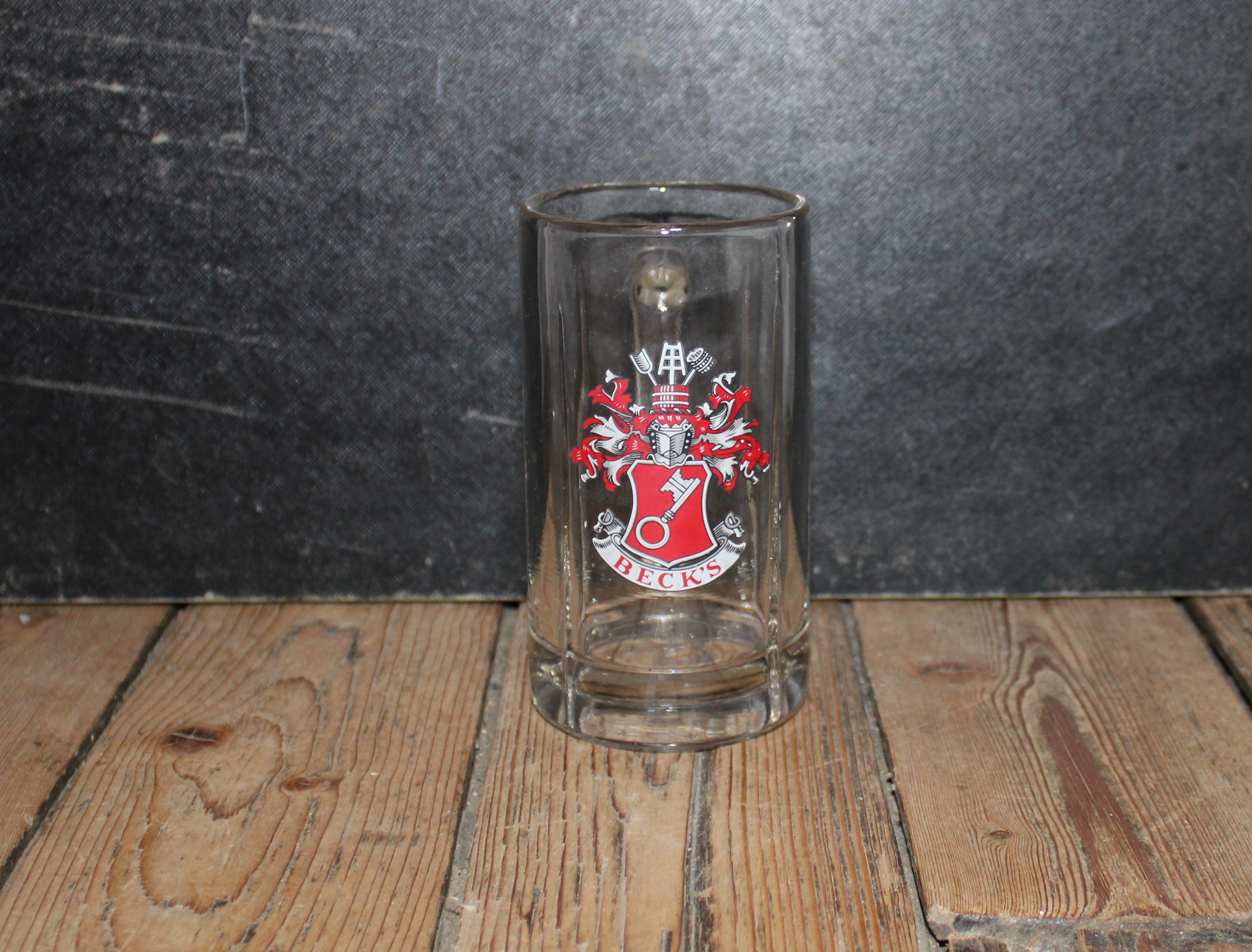
Vieille chope à bière Beck's.
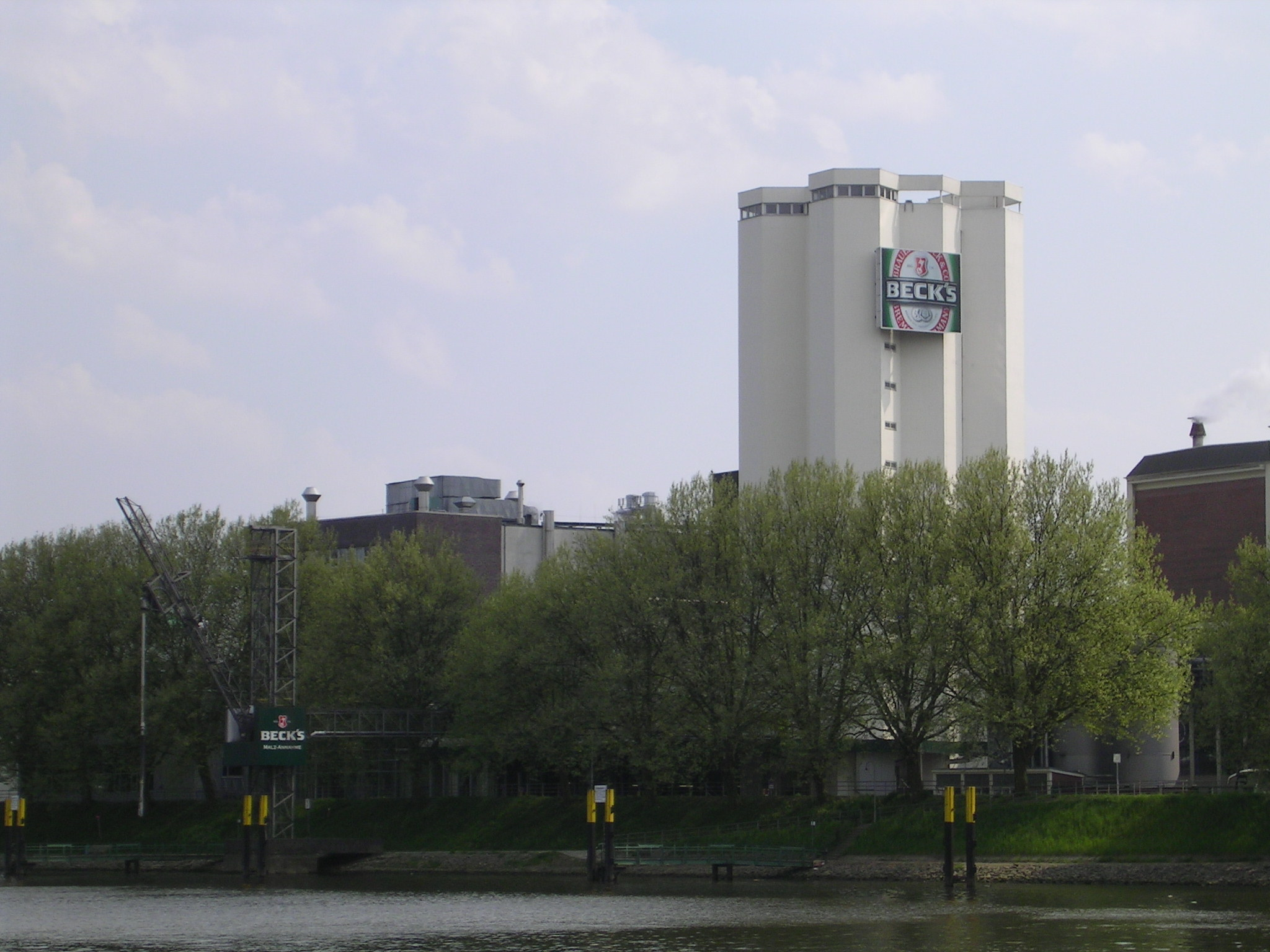
Siège de l'entreprise à Brême